# Matevž Čelik

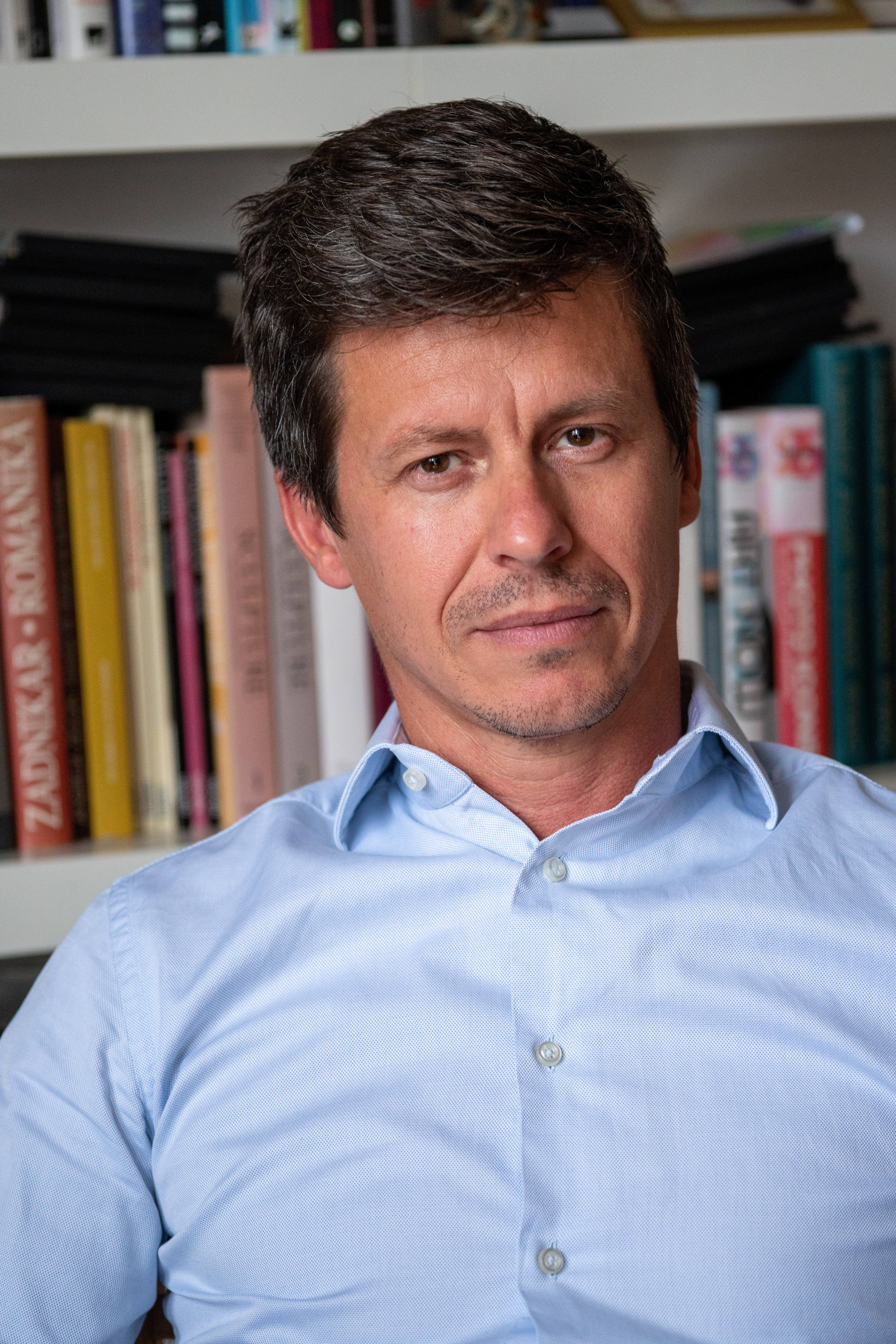
Matevz Celik

Matevž Čelik (Kranj, 11 de junio de 1971) es un arquitecto, crítico de arquitectura, investigador y escritor esloveno.

## Biografía
Graduado en Arquitectura en la Universidad de Liubliana en 1998, después de trabajar como arquitecto independiente fundó en 2002 'TrajekT.org', el Instituto para la Cultura Espacial de Liubliana. Ha colaborado con la revista Oris en Zagreb y en 2007 publicó el libro New Architecture in Slovenia. Desde 2010 dirige el Museo de Arquitectura y Diseño de Liubliana ('Muzej za arhitekturo in oblikovanje', MAO), en cuya representación fue miembro del jurado del Premio Europeo del Espacio Público Urbano en las ediciones de 2012, 2014 y 2016; también forma parte del equipo de expertos del Premio de Arquitectura Contemporánea de la Unión Europea – Premio Mies van der Rohe. Bajo su dirección, el MAO ha organizado nuevos programas de debate y exposiciones como Architecture Live, Open Depot, Designing the Republic y Under a Common Roof.